# إبراهيم حركات
إبراهيم أبو بكر حركات (1929 - 2020)، هو مؤرخ وباحث وجامعي مغربي.

## حياته
ولد سنة 1929 بمدينة الدار البيضاء ، حيث تلقى دراسته الابتدائية والثانوية . حصل على دبلوم اللغة العربية من معهد الدراسات العليا المغربية، سنة 1958 والإجازة من كلية الآداب بالرباط عام 1960،و في سنة 1964 حصل على دبلوم الدراسات العليا في العربية و دكتوراه جامعية في الدراسات الإسلامية من إيكس آن بروفانص سنة 1970، و دكتوراه الدولة في التاريخ من كلية الآداب سنة 1982 . اشتغل أستاذا بكلية الآداب والعلوم الإنسانية بالرباط. كما حصل على دبلوم الدراسات العليا من جامعة ستراسبورغ، وعلى درجة الدكتوراه في الدراسات الإسلامية من فرنسا، وكذلك دكتوراه الدولة في التاريخ من الجامعة اليسوعية في بيروت.

## من مؤلفاته
- المغرب عبر التاريخ (كتاب) (مجلد 3 أجزاء).
- النظام السياسي في عهد المرابطين.
- التيارات السياسية والفكرية بالمغرب خلال قرنين ونصف قبل الحماية الفرنسية على المغرب|الحماية.
- المجتمع الإسلامي والسلطة في العصر الوسيط
- النشاط الاقتصادي الإسلامي في العصر الوسيط
- تحريف التاريخ وانحراف العقيدة.
- السياسة والمجتمع في عصر الراشدين.
- السياسة والمجتمع في العصر السعدي.
- السياسة والمجتمع في العصر النبوي.
- النحو والشكل والصرف -كتاب التلميذ-قد قررت وزارة التعليم العالي استعمال هذا الكتاب في مدارسها الابتدائية للقسم المتوسط ابتدائي-

## الجوائز
- حصل على جائزة الملك فيصل العالمية في الدراسات الإسلامية سنة 1424هـ الموافقة لسنة 2003م بالاشتراك مع عز الدين عمر موسى.[4]

## وفاته
توفي يوم الأحد 12 يوليو 2020 بمدينة سلا، بعد صراع طويل مع المرض، عن عمر ناهز 91 سنة.